# Oskar Ziegler
Oskar Ziegler, auch Oscar Ziegler (* 14. Februar 1893 in Bern; † 15. Januar 1962 in Muri bei Bern), war ein schweizerisch-amerikanischer Pianist, der sich um die Förderung moderner Klaviermusik verdient machte.

## Leben
Oskar Ziegler wurde als Sohn von Friedrich und Rosa Ziegler, geb. Beer in Bern geboren. Bereits im Alter von 14 Jahren trat er dort mit einem von Carl Reineckes Klavierkonzerten zum ersten Mal öffentlich auf. Er wurde von Bernhard Stavenhagen, dem bedeutendsten Liszt-Schüler, Rudolph Ganz und Ferruccio Busoni unterrichtet.
Im März 1921 wanderte er mit Simone Brüstlein (1895–1950), Tochter des Juristen und Politikers Alfred Brüstlein, nach New York aus, wo das Paar im Juni 1922 heiratete.
Ziegler setzte sich konsequent für moderne Komponisten wie Alban Berg, Arthur Honegger, Charles Ives, Arnold Schönberg und Edgar Varèse ein, mit dem das Ehepaar in New York befreundet war. So werden ihm die amerikanischen Uraufführungen von Schönbergs Suite op. 25 und Alban Bergs Kammerkonzert für Klavier und Geige mit 13 Bläsern zugeschrieben.
Im August 1926 und Juli 1928 gab er im Mozarteum Soloklavierabende bei den Salzburger Festspielen, die begeisterte Aufnahme fanden. Dies nicht zuletzt wegen ihrer unkonventionellen, höchst anspruchsvollen Programme, die auch neueste Kompositionen enthielten, wie sein Auftritt von 1928 beispielhaft belegt:
- Franz Liszt, Sonate für Klavier h-Moll
- Eric Satie, Croquis et agaceries d’un gros bonhomme en bois
- Arnold Schönberg, Suite für Klavier op. 25
- Charles Ives, The Alcotts – 3. Satz aus der Klaviersonate Nr. 2 (Concord Sonata)
- Frédéric Chopin, Fantasie f-Moll op. 49
- Ludwig van Beethoven, Sonate für Klavier Nr. 32 c-Moll op. 111

Im September 1928 erhielt er eine Professur als Direktor der Klavierabteilung am College in Ithaca. Im Oktober 1929 trat er in der Carnegie Hall in New York auf.
Ziegler konzertierte bis in die 1950er Jahre. Vermutlich nach dem frühen Tod seiner Frau zog er von Manhattan nach Tyler in Texas.
Er verstarb in seiner alten Heimat in Muri bei Bern im Alter von 68 Jahren an einem Schlaganfall.